# Hans Joachim Leidel

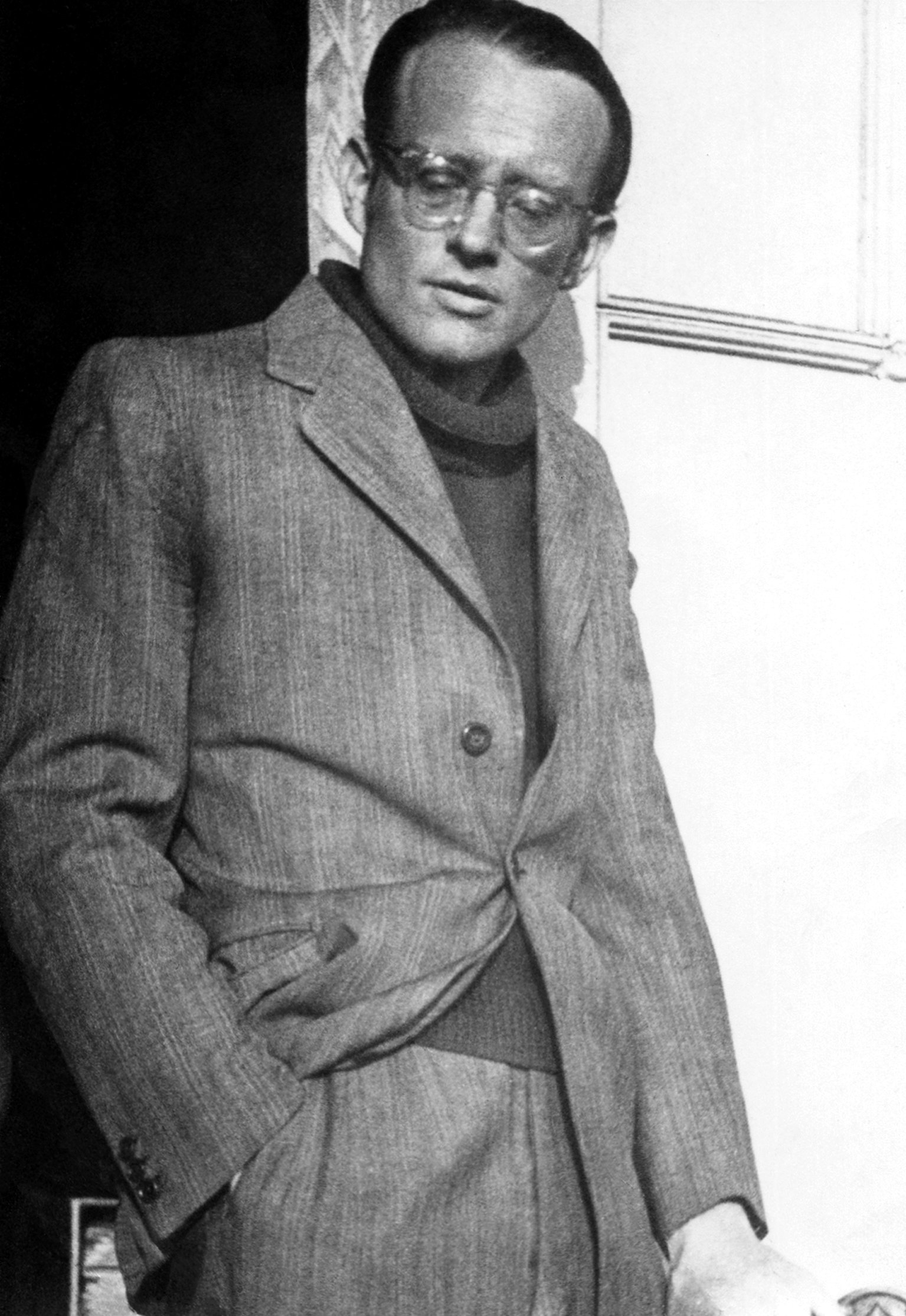
Hans Joachim Leidel, 1950er Jahre

Hans Joachim Leidel (* 28. Oktober 1915 in Angermünde im Landkreis Uckermark; † 7. Februar 1962 in Gießen) war ein deutscher Arzt und Schriftsteller.

## Leben
Leidel wurde als jüngstes von insgesamt vier Kindern geboren. Auch der Vater Georg Gustav August Leidel war praktischer Arzt. Wegen unpatriotischer und majestätsfeindlicher Äußerungen musste dieser seine Praxis aufgeben und arbeitete bis zu seinem Tod 1917 als Schiffsarzt vornehmlich auf dem Chinesischen Meer. Die Mutter Susanne Marie Pauline Leidel geb. Schimkönig ernährte ihre Kinder nach dem Tod des Ehemannes als Kreisfürsorgerin. Später heiratete sie in zweiter Ehe einen Kaufmann.
Nach der Grundschule besuchte Hans Joachim Leidel die Hans-Richert-Schule in Berlin-Lichterfelde, an der er 1936 sein Abitur machte. Anschließend studierte er Medizin zunächst in Berlin, dann in Heidelberg und Gießen. In Heidelberg lernte er die approbierte Ärztin Hilde Adolph kennen, die er 1943 in Gießen heiratete. 1944 wurde der Sohn Jan geboren. Im selben Jahr legte Leidel an der medizinischen Fakultät der Ludwigs-Universität seine Dissertation mit dem Thema Über Kreislaufstörungen des Gehirns durch krampferzeugende Stoffe vor. Staatsexamen und Promotion folgten. Im letzten Kriegsjahr wurde Leidel als Sanitätsarzt der 20. Panzer-Division in Frankreich und an der Ostfront eingesetzt. Nach dem Krieg arbeitete er an der Universitäts-Hautklinik in Gießen weiter, wo er sich zum Facharzt für Hautkrankheiten ausbilden ließ. Zusätzlich wurde er sozialdemokratischer Abgeordneter im Gießener Stadtparlament. 1947 wurde die Tochter Simone geboren. Zur selben Zeit befreundete sich Leidel mit dem ebenfalls in Gießen lebenden Schriftsteller Hans Thyriot.
Nach einem Eklat unter den Klinikärzten im Frühjahr 1950 beendete Leidel seine Tätigkeit als Arzt und arbeitete zunächst für eine pharmazeutische Fabrik in Biberach an der Riß. Anschließend verbrachte er einige Zeit in Hamburg als Redakteur und freier Mitarbeiter für Tageszeitungen. Die Beendung der medizinischen Laufbahn wurde gleichzeitig die Geburtsstunde des Schriftstellers Leidel.  Von 1950 an erschienen seine Gedichte und Abhandlungen regelmäßig in den Frankfurter Heften, in Du und die Welt oder den Zeitschriften Sinn und Form und Texte und Zeichen, die von Alfred Andersch herausgegeben wurde. Leidels bekanntestes Gedicht, Die drei Wespen des Sir James Jeans, bezieht sich auf James Hopwood Jeans, der in den dreißiger Jahren ein bekannter englischer Astronom war. Das Gedicht erschien 1954 zum ersten Mal in den Frankfurter Heften und später in Wolfgang Weyrauchs Lyriksammlung Expeditionen. 1952 erbte Leidel ein Haus in Gießen und siedelte endgültig in die Stadt über. Anfang der sechziger Jahre befreundete er sich dort mit dem Buchhändler und Verleger Gideon Schüler. Leidels wachsendem Bekanntwerden, das zu einer Einladung der Gruppe 47 führte, machte der frühe Tod im Alter von sechsundvierzig Jahren ein Ende.
1986 erschien in Gideon Schülers Edition Literarischer Salon eine Zusammenstellung von Leidels Gedichten aus den Jahren zwischen 1945 und 1962.

## Gedichte von Hans Joachim Leidel
- Heilige Johanna von Orléans, erschienen in Sinn und Form, Deutsche Studentenzeitung und in französischer Übersetzung
- Das Chromosom ist eine Kirche, 1950
- Abschied am Meer, Anfang 1950 in Hamburg
- Unter den Bildern Gaugins, ebenda
- Die Laus in der Fidel des Stehgeigers, endgültige Fassung vom 6. Februar 1952
- Das Weiße im Auge des Gegners, 1952 erschienen in den Frankfurter Heften
- Mondschein an der Front, Entstehungsdatum unbekannt
- Kleine Parabel vom Asyl, 1953 erschienen in den Frankfurter Heften und 1954 in der Deutschen Studentenzeitung
- Die drei Wespen des Sir James Jeans, 1954 erschienen in den Frankfurter Heften  und  in: Expeditionen, hrsg. von Wolfgang Weyrauch, München 1959
- Huscht der Stift in die Netze, 1955 erschienen in Texte und Zeichen
- Rondel, 1955, erschienen im Hessen Journal 4/1960 und in: Gideon Schüler: Nachruf. Zum Tod von Hans Joachim Leidel, in: Gießener Anzeiger, im Februar 1962
- Schlenderhannes, 1955
- Leise, wie im Käfig unterm Tuch, 1955
- Die Stirn Die Hand Das Herz, Mitte der fünfziger Jahre
- Negebraut mit Abitur, 1955/1956

- Auf dem Nebelweg, Entstehungsdatum unbekannt
- Mein Fernwehheim, 1955, erschienen in Texte und Zeichen, 5/1956
- Warten, sich erinnern, glücklich sein, 1955, erschienen in Texte und Zeichen, 5/1956
- So zärtlich schrie mein Pfau, 1957, erschienen in Rhinozeros, 1962
- O Ende nun, 1956/57
- Geliebtes Gesicht, 1957/58
- Schutzengel sind in der Stadt, Mitte bis Ende der fünfziger Jahre
- Hybrides Präzipitat 1-2-3, Mitte bis Ende der fünfziger Jahre
- Schattenrisse abgeschiedener Stunden, 1961
- Gegend der Trauer, 1961/62